# Novoivanovka
Novoivanovka är en ort i Azerbajdzjan. Den ligger i distriktet Gädäbäy rajon, i den västra delen av landet, 400 km väster om huvudstaden Baku. Novoivanovka ligger 1 391 meter över havet och antalet invånare är 1 668.
Terrängen runt Novoivanovka är kuperad norrut, men söderut är den bergig. Närmaste större samhälle är Çatax, 18,7 km norr om Novoivanovka. 
Omgivningarna runt Novoivanovka är en mosaik av jordbruksmark och naturlig växtlighet. Runt Novoivanovka är det ganska tätbefolkat, med 70 invånare per kvadratkilometer.